# Dorkas
Dorkas (altgriechisch Δορκάς Dorkás) ist ein weiblicher Vorname.

## Herkunft und Bedeutung
Dorkas stammt aus dem altgriechischen und bedeutet „Gazelle“.
In Apg 9,36.39  dient er als Übersetzung des Namens Tabita. Anders als die meisten anderen Bibelübersetzungen verwenden die Revisionen der Lutherbibel anstelle von Dorkas auch hier die aramäische Variante Tabita.
Der Name existiert auch in der Schreibweise Dorcas.

## Bekannte Namensträgerinnen
- Dorcas Ajoke Adesokan (* 1998), nigerianische Badmintonspielerin
- Dorkas Kiefer (* 1972), deutsche Schauspielerin und Sängerin
- Dorkas Reinacher-Härlin (1885–1968), deutsche Keramikerin